# Riddick (film, 2013)
Pour l’article homonyme, voir Riddick.
Série Les Chroniques de Riddick
Les Chroniques de Riddick : Dark Fury
(2004) Riddick: Furya
(2025/2026)
Pour plus de détails, voir Fiche technique et Distribution.
Riddick ou Les Chroniques de Riddick : Domptez les Ténèbres au Québec est un film de science-fiction américano-canadien écrit et réalisé par David Twohy et sorti en 2013. Il s'agit de la suite chronologique de Pitch Black et des Chroniques de Riddick. Il est le 3e film de la franchise Les Chroniques de Riddick.

## Synopsis

### Seul sur une planète inconnue
Richard B. Riddick est laissé pour mort sur une planète inconnue. Gravement blessé, il doit faire face à deux types de créatures habitant la planète : une sorte de loup et une créature aquatique venimeuse, mais il réussit à trouver un refuge pour récupérer de ses blessures. Plus tôt, il était le leader des Necromonger et désirait se rendre sur sa planète natale Furya, mais il fut trahi par son second Vaako dont son homme de main le laissa pour mort sur cette mystérieuse planète qui n'est pas celle qu'il espèrait. Rétabli de ses blessures, Riddick doit s'adapter à son nouvel environnement avec pour seul compagnon une jeune créature canidé qu'il a adopté. Il désire se rendre sur une terre plus fertile, mais il doit pour cela traverser une mare peuplée de créatures aquatiques venimeuses. Après avoir passé beaucoup de temps pour se préparer (il s'est injecté le venin de ces créatures pour en être immunisé), il réussit à passer avec son compagnon canidé.

### Riddick contre les mercenaires
Quelques mois plus tard, il découvre sur ces territoires une station de mercenaires et en déclenche le signal de détresse. Deux vaisseaux viennent le chercher : une équipe de chasseurs de primes dirigée par Santana qui souhaite obtenir la prime pour ramener Riddick (en mettant sa tête dans une boîte), et une équipe dirigée par le père de William J. Johns. Ce dernier souhaite le retrouver pour une raison différente, mais lui et son équipe, mieux équipée que leurs concurrents, sont invités par Santana à rester à l'écart. Néanmoins les deux équipes comprennent que Riddick les a appelés pour voler un des deux vaisseaux. Les mercenaires mettent sous clé, dans la base, deux de leurs cellules d'énergie qui servent à alimenter les vaisseaux. Au cours de la nuit suivante, Riddick va rendre la vie de Santana et des mercenaires angoissante en tuant trois de ses hommes. Santana demande à Johns son aide et ce dernier prend la tête des opérations, dénichant rapidement la cachette de Riddick. Mais ce lieu est une diversion permettant au criminel de s'introduire dans la base. Riddick réussit à voler les deux cellules d'énergie précédemment enfermées (non sans aider la belle Dahl de l'équipe de Johns à se sortir d'une mauvaise situation) et à les cacher au delà de la base. Mais l'orage approchant Riddick se rend aux mercenaires. L'équipe de Santana tue le compagnon canin de Riddick qui cherchait à le défendre. Riddick est ensuite assommé et capturé.

### La pluie monstrueuse
A son réveil, enchaîné, dans la base, Riddick fait part aux mercenaires de sa proposition de récupérer un vaisseau sur les deux et promet qu'il mettra la tête de Santana dans sa propre boîte dans les secondes qui suivront sa libération. Pour sa part, Johns ne cherche qu'à connaitre les circonstances de la mort de son fils lors d'un accident de vaisseau spatial quelques années auparavant. Riddick répond de façon évasive. C'est alors que la pluie commence à tomber. Les mercenaires s'aperçoivent que l'orage fait sortir de terre les créatures aquatiques qui ne tardent pas à les encercler et à s'attaquer au baraquement. Les deux hommes de Johns sont tués rapidement par les créatures, tandis que Riddick réussit à décapiter Santana (qui était sur le point de le tuer) quelques secondes après que Johns lui ait détaché un de ces membres enchaînés. Les mercenaires acceptent l'accord de Riddick. Tandis que Dahl garde les vaisseaux avec Luna, Riddick, accompagné de Johns et de Diaz, partent en moto récupérer les deux cellules d'énergie cachées par Riddick. Alors qu'ils les récupèrent, Riddick tue le mercenaire de Santana qui était en train de les doubler. En effet Diaz avait saboté les motos. Johns et Riddick se retrouvent contraints de revenir à pied à travers les monstres. Bientôt Riddick, blessé par une bestiole, laisse Johns repartir avec les cellules d'énergie et entame une longue lutte désespérée pour sa survie face aux monstres. Mais soudain Riddick est sauvé par le vaisseau de Johns qui est revenu le chercher.

### Épilogue
Plus tard les deux vaisseaux quittent la planète et Riddick fait ses adieux à l'équipe de Johns (désormais composée de Dahl et Luna), leur exprimant sa sympathie. Le criminel part à la recherche de Vaako pour se venger. Il retrouve son homme de main et l'interroge avant de le tuer. Il apprend ensuite que Vaako vient d'effectuer sa transcendance.

## Fiche technique
- Titre original et français : Riddick
- Titre québécois : Les Chroniques de Riddick : Domptez les Ténèbres
- Réalisation : David Twohy
- Scénario : David Twohy, d'après les personnages créés par Jim et Ken Wheat
- Musique : Graeme Revell
- Direction artistique : Robert Parle et Jean-Andre Carriere
- Décors : Joseph C. Nemec III
- Costumes : Simonetta Mariano
- Photographie : David Eggby
- Son : Marc Fishman, Christian P. Minkler, Andrii Trifonov
- Montage : Tracy Adams
- Production : Vin Diesel, Ted Field et Samantha Vincent

Coproduction : Camille Brown, Jimmy Finkl et Mike Weber
Production déléguée : Samantha Vincent, Mike Drake et George Zakk
Production associée : T.J. Mancini, Luis David Ortiz et Thyrale Thai
- Sociétés de production[1] : Riddick Canada Productions, One Race Productions et Radar Pictures
- Sociétés de distribution[1] : 
  - États-Unis : Universal Pictures
  - Canada : Entertainment One
  - France : Metropolitan Filmexport
  - Belgique : Kinepolis Film Distribution (KFD)
- Budget : 38 millions de $[2],[3]
- Pays de production :  États-Unis,  Canada
- Langue originale : anglais
- Format[4] : couleur (Technicolor) - 35 mm - 2,39:1 (Cinémascope) / 1,90:1 (Version IMAX : quelques scènes) - son Dolby Digital | Datasat | SDDS
- Genre : science-fiction, action et aventure
- Durée : 119 minutes / 127 minutes (director's cut)
- Dates de sortie[5] :
  - États-Unis, Canada, Québec[6] : 6 septembre 2013
  - Belgique, France : 18 septembre 2013
- Classification[7] :
  -  États-Unis : Interdit aux moins de 17 ans (R – Restricted)[Note 1].
  -  Canada (Colombie-Britannique) : Les personnes de moins de 18 ans doivent être accompagnées d'un adulte (18A - 18 Accompaniment).
  -  Canada (Ontario) : Les enfants de moins de 14 ans doivent être accompagnées d'un adulte (14A - 14 Accompaniment).
  -  Québec : 13 ans et plus (13+ / 13 years and over)[6].
  -  France : Tous publics (visa d'exploitation no 132904 délivré le 28 août 2013)[8],[Note 2].

## Distribution

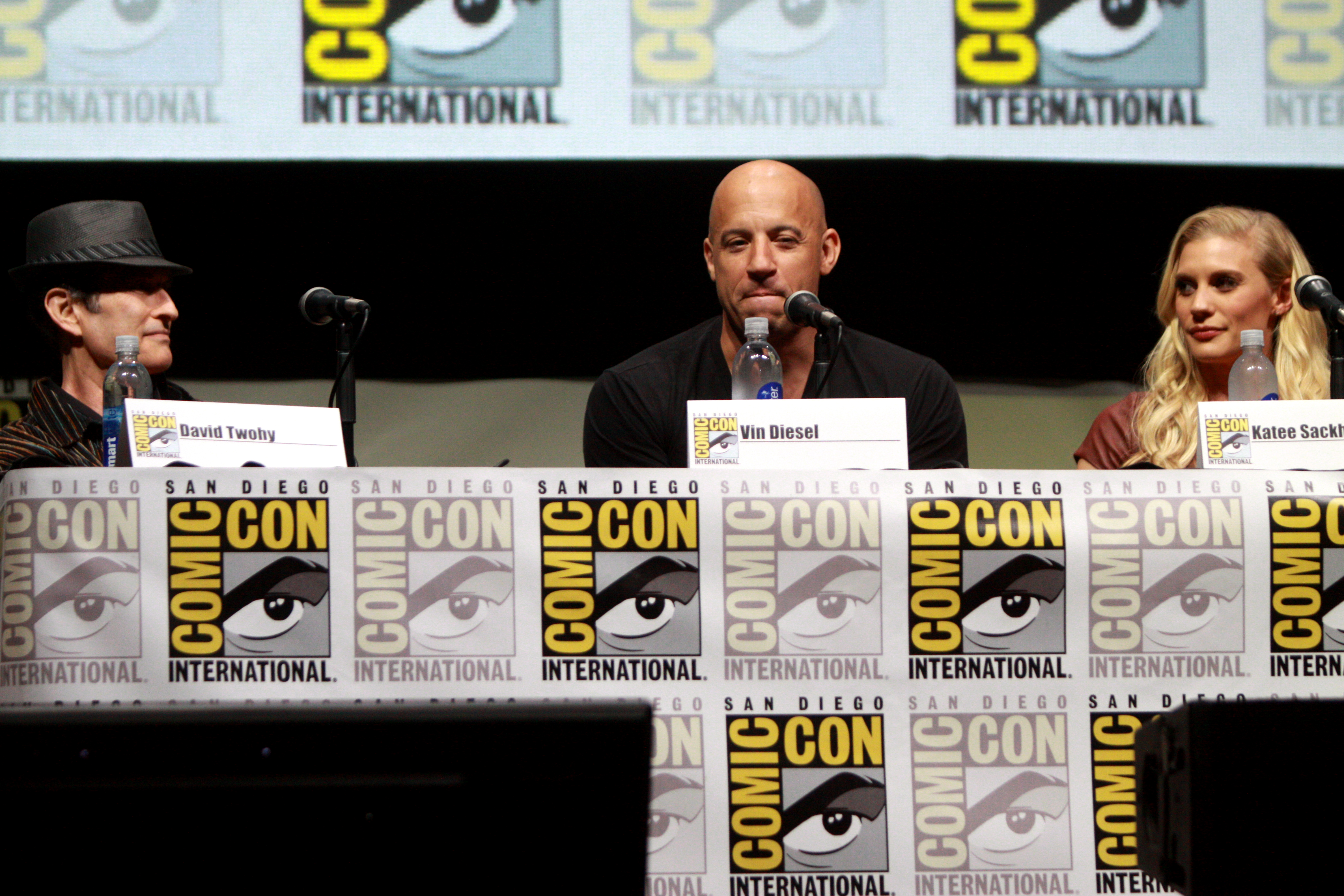
David Twohy, Vin Diesel et Katee Sackhoff à San Diego au Comic Con.

Issus de la saga Les Chroniques de Riddick
- Vin Diesel (VF : Thierry Mercier ; VQ : Marc-André Bélanger) : Richard B. Riddick
- Karl Urban (VF : Fabrice Josso ; VQ : Gilbert Lachance) : Lord Vaako

Équipe de Johns
- Matthew Nable (VF : François Dunoyer ; VQ : Jean-François Beaupré) : Boss Johns
- Katee Sackhoff (VF : Marie-Laure Dougnac ; VQ : Manon Arsenault) : Dahl
- Raoul Trujillo (VQ : Sylvain Hétu) : Lockspur
- Bokeem Woodbine (VF : Frantz Confiac ; VQ : François L'Écuyer) : Moss

Équipe de Santana
- Jordi Mollà (VF : Bernard Gabay ; VQ : Louis-Philippe Dandenault) : Santana
- Dave Bautista (VF : Paul Borne ; VQ : Blaise Tardif) : Diaz
- Nolan Gerard Funk (VF : Marc Lamigeon ; VQ : Guillaume Champoux) : Luna
- Conrad Pla (en) (VF : Christophe Peyroux ; VQ : Patrick Chouinard) : Vargas
- Danny Blanco Hall (VQ : Benoît Gouin) : Falco
- Keri Hilson : la prisonnière de Santana

Source et légende : version française (VF) sur AlloDoublage et version québécoise (VQ) sur Doublage Québec

## Accueil

### Accueil critique
Riddick a été accueilli avec des critiques mitigées. Sur le site d'agrégation de critiques de films Rotten Tomatoes, le film a été approuvé à 58 % sur la base de 168 critiques, avec une note moyenne de 5,3⁄10. Le consensus critique du site Web dit: « Cela ne gagnera peut-être pas beaucoup de nouveaux convertis, mais cette visite de retour aux sources apporte aux fans de Riddick plus d'informations sur l'action de science-fiction à laquelle ils s'attendent ». Sur Metacritic, a calculé un score de 49⁄100 basé sur 35 commentaires, indiquant « avis mitigés ou moyens ».
L'accueil en France est plus modéré, le site Allociné lui attribue une moyenne de 2.6⁄5.

### Box-office
Le film a connu un certain succès, en Amérique du nord il récolte 42 025 135 dollars et au niveau mondial, le film totalise 98 337 295 dollars pour un budget de 38 000 000 dollars.
| Pays ou région    | Box-office      | Date d'arrêt du box-office | Nombre de semaines |
| ----------------- | --------------- | -------------------------- | ------------------ |
| États-Unis Canada | 42 025 135 $    | 31 octobre 2013            | 8                  |
| France            | 512 787 entrées | -                          | -                  |
| Total mondial     | 98 337 295 $    | -                          | -                  |

## Distinctions
En 2014, Riddick a été sélectionné 2 fois dans diverses catégories et n'a remporté aucune récompense :
- Académie des films de science-fiction, fantastique et d'horreur - Saturn Award 2014 : Meilleur film de science-fiction.
- Prix de la bande-annonce d'or 2014 : Meilleure affiche internationale pour Lionsgate et Ignition Creative.

## Projet de suite
L'acteur Vin Diesel annonce, en novembre 2015, qu'il y aura bien un film Riddick 4 qui s'intitulera Furia. David Twohy, le réalisateur des trois premiers volets reviendra pour ce quatrième film.
En 2020, Vin Diesel annonce sur le site ecranlarge.com que le scénario de Furya est presque terminé.